# Marcello Nizzola
Marcello Nizzola (17. února 1900 Janov, Itálie – 22. února 1947 tamtéž) byl italský zápasník, zápasící v obou stylech. V roce 1932 vybojoval na olympiádě v Los Angeles stříbrnou medaili v zápase řecko-římském v bantamové váze. Ve finále prohrál s Němcem Brendelem, nebyl spokojen s výrokem sudích a po zápase svého soupeře napadl s nožem v šatně. Vážným následkům zabránil zásah policie. V roce 1936 nastoupil na hrách v Berlíně opět v bantamové váze, ale v turnaji volnostylařů. Byl vyřazen ve třetím kole. V roce 1931 vybojoval bronz na mistrovství Evropy v řecko-římském zápasu a v roce 1935 evropský titul ve volném stylu.
22. února 1947 byl zavražděn, když byl na cestě domů. Za jeho násilnou smrtí stály pravděpodobně politické důvody. Zápasu se věnoval také jeho syn Garibaldo.